# Сервий Тулий
Сервий Тулий (на латински: Servius Tullius) според преданията е предпоследният, шести цар на древен Рим от 578 до 534 г. пр.н.е.
По произход Сервий Тулий е етруск и е син на пленница или робиня на предходника си Тарквиний Приск, осиновен и отгледан от него, заради своята интелигентност, а вероятно и заради знатното си потекло. Жени се за дъщеря му Тарквиния и от нея има две дъщери (и двете известни под името Тулия – Тулия Старша/Примера и Тулия Младша/Секунда). По линия на последната Сервий Тулий е дядо на известния Секст Тарквиний, чиито престъпления стават повод за установяването на Римската република.
Осъществява ред завоевания и развива голяма строителна и законодателна дейност – важни реформи на държавното устройство. Разширява границите на Рим на север, като завзема етруските градове Вейи, Тарквиния и Чере (Cere) – сега Черветери. Според легендата в периода на царуването му е завършена градската стена, обхващаща 5 хълма, които вече са имали укрепени стени, и други 2 хълма Квиринал и Виминал. Така Рим става Градът на седемте хълма (Septimontium). Тулий разделя гражданите на триби и установява военна повинност на 5 категории според имуществения ценз. Въвежда постоянен налог за армията. На всеки 5 години прави подробен опис на римското население.
Сервий Тулий е много обичан цар, но бива убит (или по-скоро доубит) от собствената си дъщеря, красивата Тулия Младша, жена най-напред на Арунс/Арунт (внук на Демарат от Коринт), приближен на баща ѝ, а след като убива този си пръв съпруг – на последния римски цар Тарквиний Горди/Суперб, който също е в заговора за убийството на царя и негов извършител (или сред извършителите му, както и на това на брат си). Пред очите на цял Рим Тулия Секунда преминава три пъти с колесницата си през тялото на намушкания и припаднал, докато се опитва да избяга, Сервий Тулий.